# لگین دراگون
لگین دراگون (به انگلیسی: Laggin' Dragon) یک هواگرد ساختِ کارخانهٔ گلن ال. مارتین کمپانی در کشور ایالات متحده آمریکا است. نام یک بوئینگ بی-۲۹ سوپرفورترس (B-29-50-MO, 44-86347 Victor number 95) بود که برای حمل بمب اتمی (جنگ‌افزار هسته‌ای) در جنگ جهانی دوم پیکربندی شده بود.